# Логор Стара Градишка
Логор Стара Градишка, концентрациони логор и логор смрти у Независној Држави Хрватској (НДХ) током Другог светског рата. Посебно је изграђен за жене и децу јеврејског, ромског и српског етницитета. Међу жртвама су били и антифашистички и комунистички Бошњаци и Хрвати. Установиле су га усташе 1941. у затвору Старој Градишки близу истоименог села као пети подлогор Јасеновца. Налазио се источно од главног логора.
Први затвореници доведени су 19. маја 1941. године. Почетком 1942. из логора Данице у овај логор доведено је у приближно 600 жена, па је у оквиру логора Старе Градишке основан засебан логор за жене. У фебруару 1942. побијено је 1.300 јеврејских жена и деце, што је било прво масовно погубљење у логору. Масовно довођење у овај логор почело је после Битке на Козари, кад су због прилива нових логораша основана два помоћна логора — Јабланац и Млака. Ту су довођени ухапшеници са Козаре и Просаре. У логору није било воде, храна је била оскудна, а од тифуса и дизентерије се масовно умирало. Због тога је усташки командант логора Анте Врбан наредио да се сва болесна деца издвоје, а потом их је угушио отровним гасом. На њихова места довео је нову децу; средином 1943. из разних логора у Стару Градишку доведено је 12.623 деце, углавном српске националности и старости до 10 година. Део ове деце који је био здрав упућен је у друге логоре, а већина је због тешких услова живота помрла.
Логор је 1945. ослободила Југословенска народна армија (ЈНА).
Према списку жртава спомен-подручјa Јасеновац који обухвата истраживање из 2007. године, утврђена су имена 12.790 жртава и подаци о њима.

## Први транспорт
Почетком јануара 1942. транспортовано је у Стару Градишку 500 жена и деце, а смештени су у три собе. Већ наредне вечери усташе су их у аутобусу „Црној марици” почели одводити, посебно жене а посебно децу, у шуму између Старе Градишке и Окучана и тамо их убијали.

## Други и трећи транспорт
Други транспорт од 100 жена и деце стигао је у Стару Градишку око 10. фебруара 1942. и трећи од 200 жена и деце из околине Сарајева и Бање Луке. Жене и деца из другог и трећег транспорта побијени су на исти начин крајем марта те године.

## Жртве
- Нада Димић (1923—1942), учесница Народноослободилачке борбе и народни херој Југославије.
- Нада Штарк (—1945), учесница Народноослободилачке борбе.
- Драгиша Васић (1885—1945), члан четничког Централног националног комитета и један од главних идеолога покрета.
- Павле Ђуришић (1907—1945), четнички потпуковник и војвода, командант црногорских четника.
- Захарије Остојић (1907—1945), четнички потпуковник и војвода, командант Истакнутог дела Врховне Команде ЈВуО.
- Мирко Лалатовић (1904—1945), четнички мајор, шеф Другог одсека Оперативног одељења Врховне Команде ЈВуО.
- Лука Балетић (1902—1945), четнички потпуковник.
- Петар Баћовић (1898—1945), четнички мајор и војвода, командант оперативних јединица у источној Босни и Херцеговини.